# London-Tempel

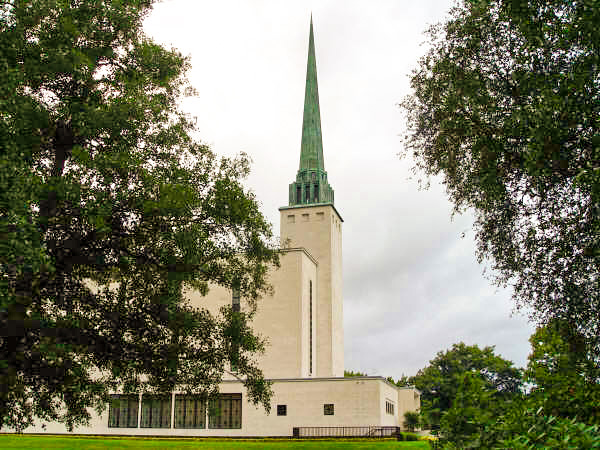
Der London-Tempel

Der London-Tempel ist der zwölfte Tempel der Kirche Jesu Christi der Heiligen der Letzten Tage, welcher in Nutzung ist. Er steht in Newchapel, Surrey, in England. Der Tempel ist für die Mitglieder in Wales, den Kanalinseln, dem südlichen Teil von England, Irland und Jordanien.

## Geschichte
Der Bau des Tempels begann am 27. August 1955. Der Tempel wurde am 7. September 1958 geweiht. Während des offenen Hauses besuchten 76.000 Menschen den Tempel, bevor er geweiht wurde. Er war der erste Tempel, der im Vereinigten Königreich gebaut wurde. Der Bau des Tempels gehörte zu einem Bauprogramm, das von David O. McKay geleitet wurde. McKay weihte den Tempel.
Der Tempel wurde nach 32 Jahren geschlossen, um ihn zu renovieren und zu erneuern. Es wurden 790 Quadratmeter hinzugefügt und ein vierter Raum. Im Jahre 1992 weihte Gordon B. Hinckley den Tempel erneut, nach einem zweiwöchigen offenen Haus. Ein zweiter Tempel wurde im Jahre 1998 in Chorley, Lancashire, gebaut.
Eine Statue des Engels Moroni wurde auf die Spitze des Tempels gesetzt bei seiner Jubiläumsfeier. Außerdem wurde der Tempel bei seiner Jubiläumsfeier erweitert mit einem Besucherzentrum.

## Beschreibung
Der Tempel hat ein Grundstück mit einer Größe von 3974 Quadratmetern. Er besitzt vier Verordnungsräume und sieben Siegelungsräume. Er wurde gebaut aus Portland-Stein und sein Helm besteht aus grünem Kupfer.

## Galerie

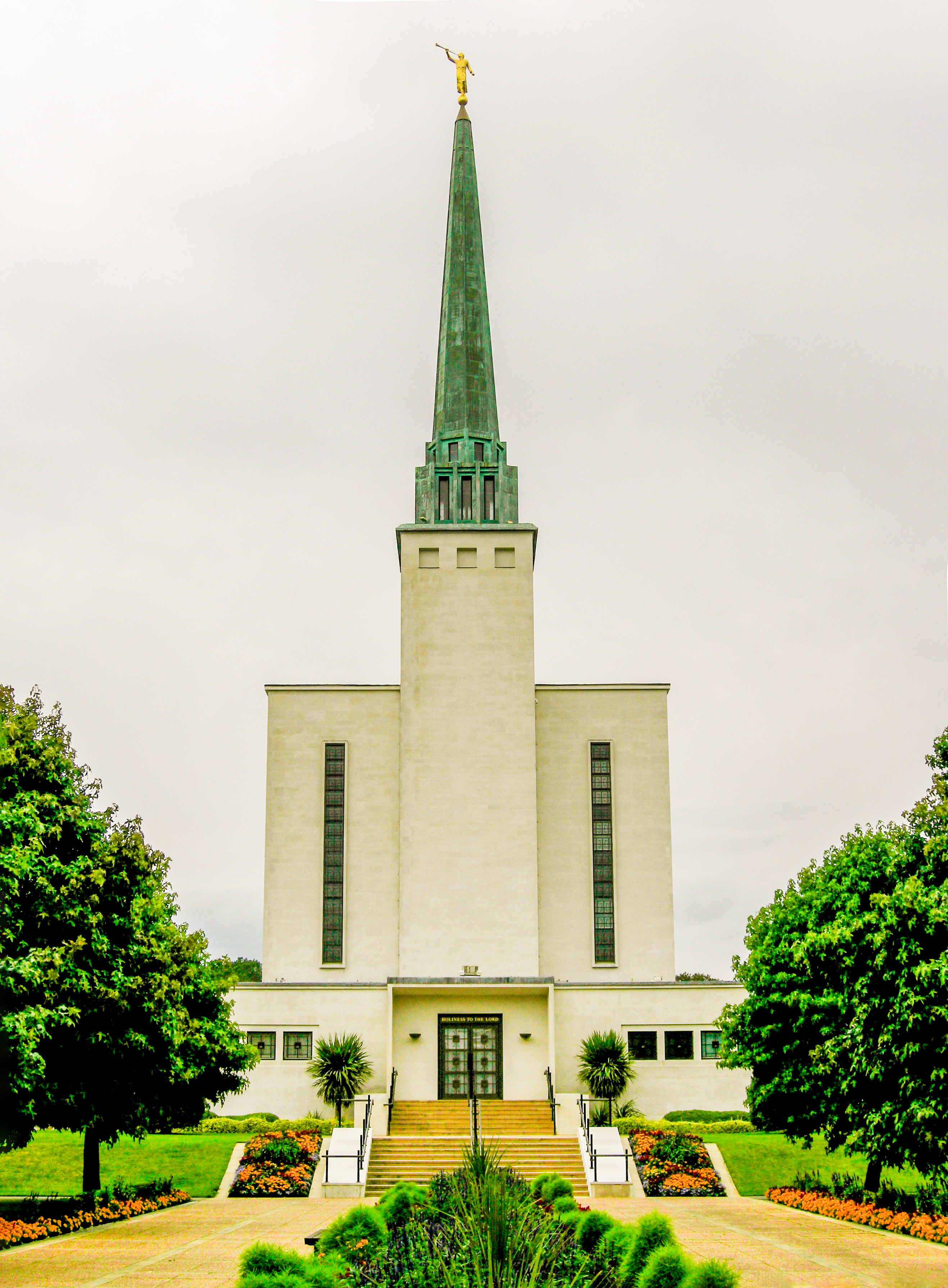
Sicht von der Eingangstür
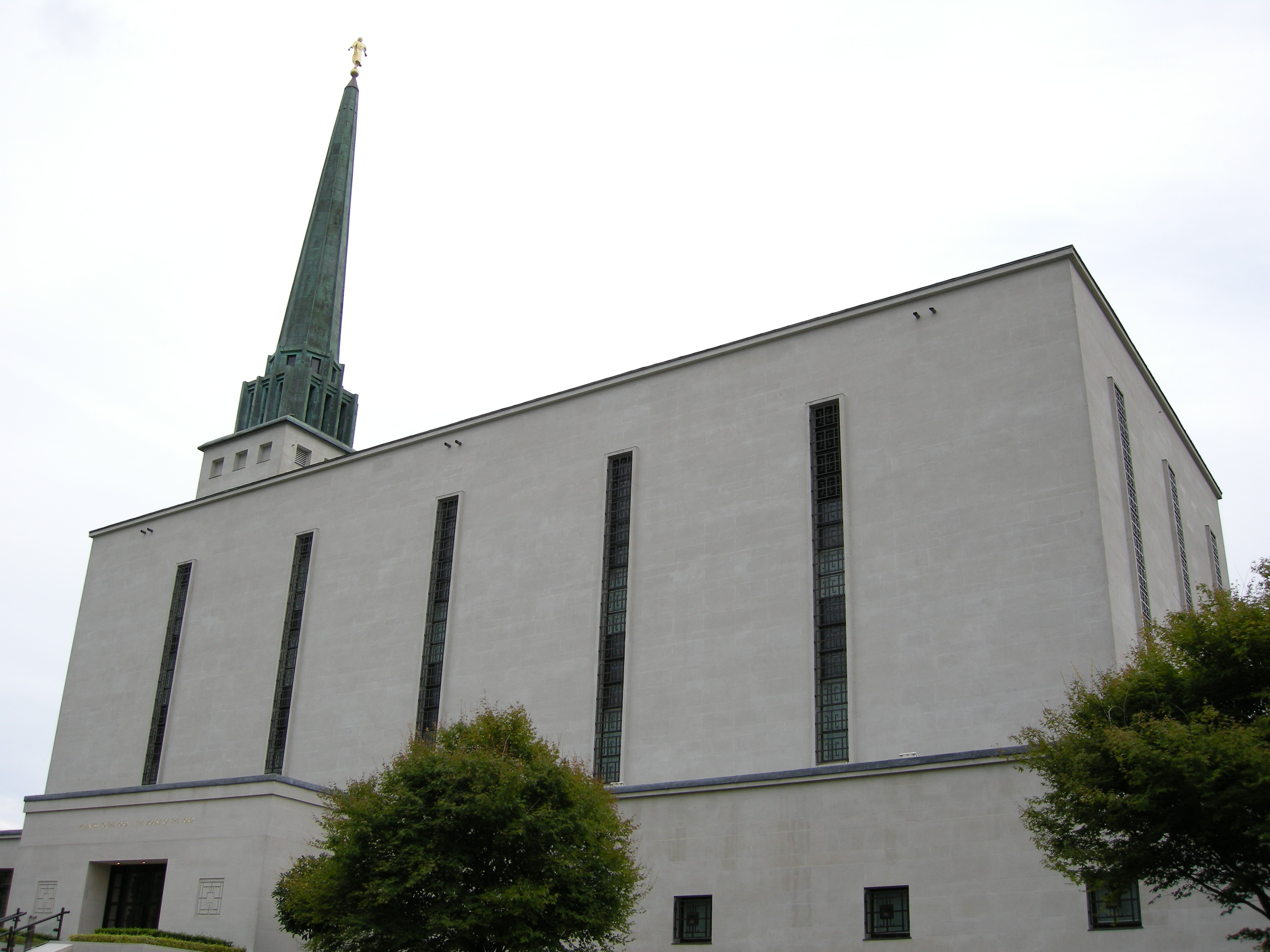
Sicht von der Seite
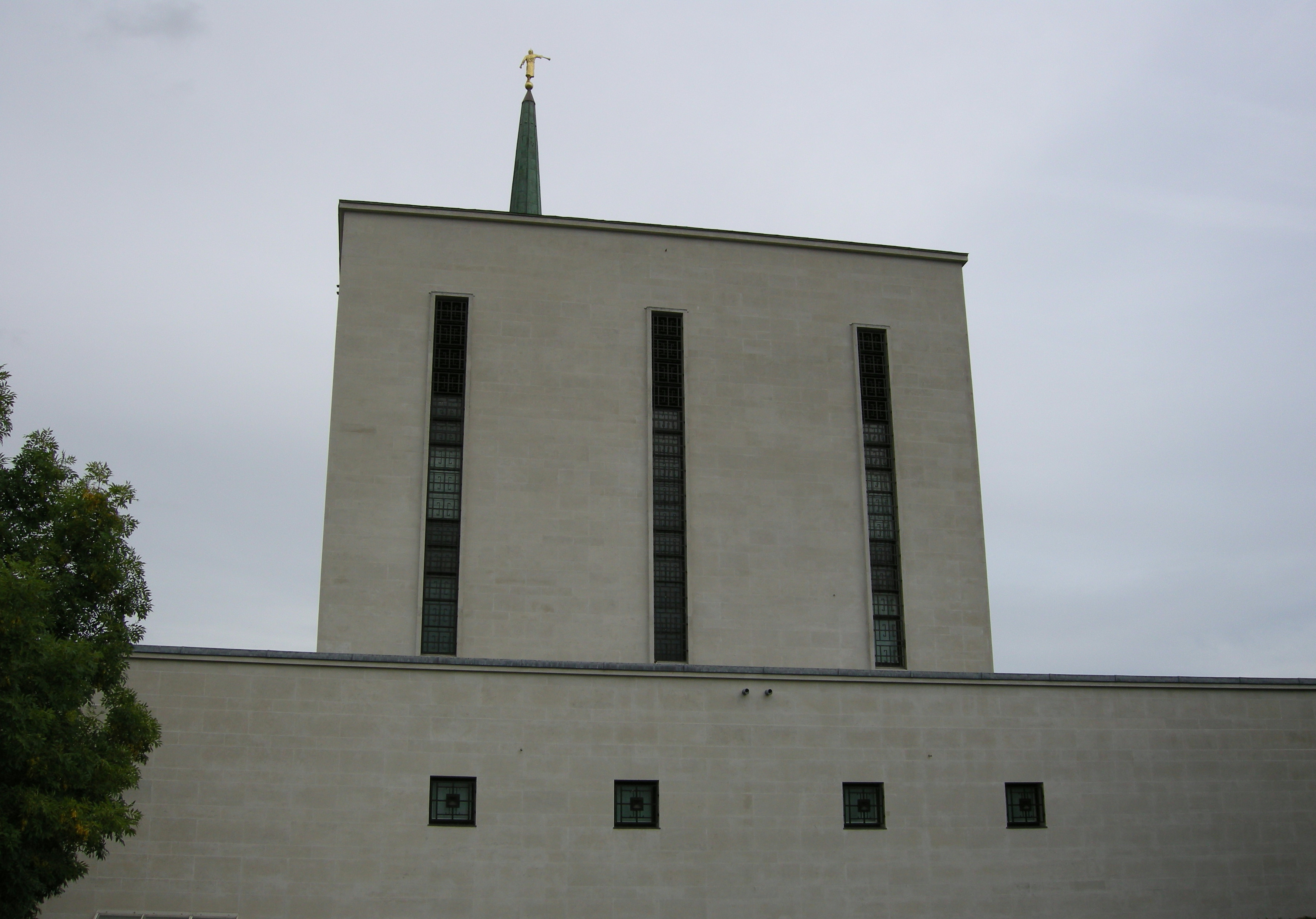
Sicht von Hinten
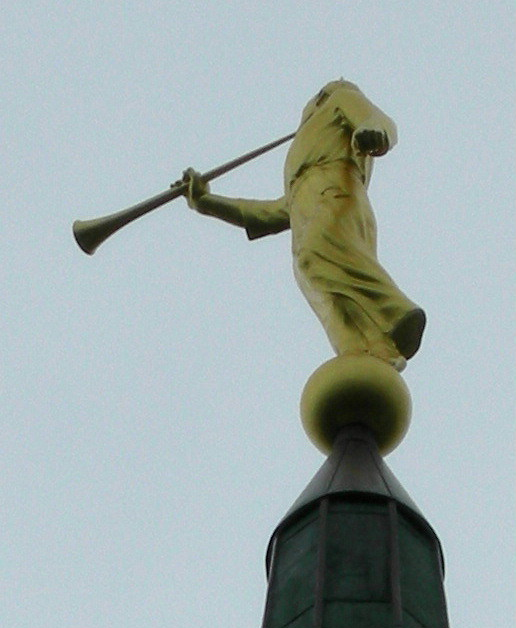
Statue des Engel Moroni, auf der Turmspitze